# Grensnut
Grensnut is het nut dat gepaard gaat met een toe- of afname van de consumptie van een goed of dienst.
In het algemeen laten preferenties afnemend grensnut zien, de eerste wet van Gossen. De eerste eenheid consumptie van een goed of dienst levert dan meer nut dan de tweede en volgende eenheden. Het concept van grensnut speelde een cruciale rol in de marginale revolutie in het laatste deel van de 19e eeuw. Deze revolutie leidde tot de vervanging van de arbeidswaardetheorie door de neoklassieke waardetheorie, waar de relatieve prijzen van goederen en diensten gelijktijdig worden bepaald door de marginale substitutievoet in de consumptie en marginale transformatievoet in de productie. In een economisch evenwicht zijn de marginale substitutievoet en de marginale transformatievoet aan elkaar gelijk.